# Oul și sfera
Oul și sfera este un volum de poezii al poetului român Nichita Stănescu publicat în 1967, la Editura pentru Literatură.

## Poezii
- Plonjeu
- Cântec
- Toamnă
- Douăsprezece noaptea, cu dor
- Cântec
- Destin
- În gol de curți
- A mirosi o floare
- Ceas cu lună
- Sincopă
- Ritual
- Ritual de iarnă
- Ferigi
- Cântec
- Moartea fertilă
- Confundare
- Arta scrisului
- Invocare
- Frunză verde de albastru
- Text pe o piatră
- Scrisul
- Urletul
- Invidie
- Cântec
- Foamea de cuvinte
- Spunere
- Mâna cu cinci degete
- Chiron, părintele centaurilor
- Orologiu cu statui
- Cântec
- Perete
- Peisaj final
- Către iarnă
- Părându-mi rău de adolescență
- Ninge cu ochi
- Îngerul cu o carte în mâini
- Transparentele aripi
- Înger refuzat de păsări
- Tinerii (Imagini din Franța)
- Președintele Baudelaire

1. ↑  Marian Chirulescu, Paul D. Popescu, Mihaela Radu (2021). Personalități prahovene. Dicționar biobibliografic. Darkoprint. p. 585.
2. ↑  Nichita Stănescu (2010). Noduri și semne. Curtea Veche Publishing. p. 10.